# ۲۰۴۸ (میلادی)
۲۰۴۸ (میلادی) ۲۰۴۸مین سال تقویم میلادی است.

## درگذشتگان
‎